# Формоз
Формоз (лат. Formosus; ? — 4 квітня 896, Рим, Папська держава) — 111-й папа Римський (6 жовтня 891—4 квітня 896). Народився в Остії. На час обрання був кардиналом. Правління Формоза характеризувалось жорстокою боротьбою за владу між кількома римськими кланами. Папа намагався проводити політику, яка б влаштовувала усі політичні сили. Також — Формос.

## Трупний синод
Після смерті Формоза його ворог, тодішній папа Стефан VI (VII) у 897 році скликав синод, названий пізніше «трупним синодом», на якому посмертно засудив покійного папу. Рештки Формоза були викопані, одягнуті в папський одяг та посаджені на трон. Покійного папу звинуватили в апостасії і засудили. Всі його дії було визнано незаконними, всі призначення — недійсними. Трупу Формоза відрубали три пальці правої руки, якими він творив хресне знамення. Одяг папи було пошматовано, а тлінні рештки кинуто у Тибр, де їх пізніше виловив один монах. Лише наступні папи виправдали Формоза та підтвердили дію його рішень. Тіло Формоза було поховано у Базиліці св. Петра.